# Scotchlite
Lo Scotchlite è un materiale rifrangente realizzato dalla 3M per la segnaletica stradale e per indumenti ad alta visibilità.
Grazie alla sua particolare struttura a microsfere in vetro, e ad uno strato riflettente sul retro, è in grado di rimandare la luce emessa dai fari verso l'osservatore. Questi materiali nascono negli anni '40 ed hanno avuto un notevole sviluppo tecnologico per renderli più efficienti nel restituire la luce. Il marchio registrato Scotchlite è di proprietà di 3M Company.